# Emma Colberti
Emma Colberti, właśc. Marie-Emmanuelle Lassègue (ur. 2 października 1972) – francuska aktorka teatralna, telewizyjna i filmowa.
Jako dziecko podjęła próbę kariery w cyrku. Jednak ciężar ćwiczeń i brak sukcesów w szkole cyrkowej "Gruss", skłonił ją do zainteresowania się teatrem. Kształciła się w szkołach teatralnych Cours Simon, Cours Florent oraz Studio-théâtre d'Asnières. Oprócz występów na deskach teatrów pojawiała się także w filmach i serialach telewizyjnych.
Emma była żoną dyrektora artystycznego Studia Harcourt, Pierre-Anthony'ego Allarda, z którym ma syna Baptiste urodzonego 30 stycznia 1993. Małżeństwo zakończyło się rozwodem.

## Filmografia wybrana[1]

### Filmy
- 1998 : Romance
- 2005 : Histoires personnelles
- 2007 : Marié(s) ou presque
- 2008 : Fracassés

### Seriale telewizyjne
- 1996-1997: Mieszkanko dla dwojga (Jamais deux sans toi...t)
- 2010-2012: Szepty przeszłości (La Nouvelle Maud)